# Laurențiu Rebega
Constantin Laurențiu Rebega (ur. 20 lutego 1976 w Vălenii de Munte) – rumuński polityk, samorządowiec i zootechnik, deputowany do Parlamentu Europejskiego VIII kadencji.

## Życiorys
Ukończył studia na wydziale zootechnicznym uniwersytetu rolniczego USAMV w Bukareszcie. Był przewodniczącym uczelnianej ligi studenckiej i redaktorem czasopisma akademickiego. Zaangażował się w działalność Partii Konserwatywnej, w 2010 został przewodniczącym partyjnych struktur w okręgu Prahova. Objął również funkcję radnego i wiceprzewodniczącego rady tego okręgu. W 2014 z ramienia lewicowej koalicji skupionej wokół Partii Socjaldemokratycznej i współtworzonej przez konserwatystów uzyskał mandat deputowanego do PE VIII kadencji. W kwietniu 2016 stanął na czele nowej eurosceptycznej partii Forța Națională. W 2018 dołączył natomiast do ugrupowania PRO Rumunia.